# هانس كانتور
هانس كانتور (بالألمانية: Hans Kantor)‏ هو عداء مسافات طويلة نمساوي، (و. 1903  م).

## وصلات خارجية
- هانس كانتور على موقع أوليمبيديا (الإنجليزية)